# Hoàng Thanh Tùng (cầu thủ bóng đá, sinh 1996)
Hoàng Thanh Tùng (sinh ngày 19 tháng 11 năm 1996 tại Triệu Sơn, Thanh Hóa) là một cầu thủ bóng đá chuyên nghiệp người Việt Nam hiện đang thi đấu cho câu lạc bộ Phù Đổng ở vị trí tiền vệ. Anh từng là học viên của Học viện Bóng đá Hoàng Anh Gia Lai - Arsenal JMG.

## Sự nghiệp cầu thủ
Hoàng Thanh Tùng trúng tuyển vào Học viện bóng đá HAGL - Arsenal JMG khóa 2, nhưng được đôn lên luyện tập và thi đấu cùng lứa cầu thủ khóa 1 của học viện này. Hiện tại anh đang thi đấu cho câu lạc bộ Phù Đổng ở giải bóng đá Hạng Nhất quốc gia (V.League 2).

## Thành tích
U19 Việt Nam
- Huy chương bạc U19 Đông Nam Á 2013 tại  Indonesia
- Huy chương bạc U19 Đông Nam Á 2014 tại  Việt Nam
- Huy chương bạc Giải Cúp Nhà Vua 2014 tại  Brunei
- Huy chương bạc Giải bóng đá U21 Quốc tế - Cúp báo Thanh Niên 2014 tại  Việt Nam